# Waya Krui
Waya Krui is een bestuurslaag in het regentschap Pringsewu van de provincie Lampung, Indonesië. Waya Krui telt 669 inwoners (volkstelling 2010).